# CREA (雑誌)
『CREA』（クレア）は1989年、文藝春秋から創刊された月刊の女性向けライフスタイル誌。2019年10月で創刊30周年を迎えた。

## 概要
20代から30代の経済的に自立した女性（既婚、未婚は問わない）をターゲットとする。
タイトルの由来は「creation」。イタリア語でcreareの三人称単数現在形と命令形を表す語とされる。
「知的好奇心旺盛な女性のための、こだわりの総合月刊誌」をテーマとする。創刊以来、「時代の風を読み、知的な読みごたえで、ポジティヴでセンスフルな女性を刺激しつづけて期待を裏切らない」とうたってきた。
ファッション、ビューティ、ライフスタイル、インテリア、マネー、占いなど、取り上げるジャンルは多彩で、毎号100ページ超の特集を組むのが特徴である。
創刊25周年を迎えた2014年から内容を大幅リニューアルし、巻頭にモード界の最新コレクションを取り上げる特集が毎月掲載されるようになった。また、「CREAミューズ」として毎月登場していた松下奈緒・広末涼子・竹内結子は登場しなくなった。
年に4回、増刊号として『CREA traveller』（定価880円）が発売されるほか、系列ムックも多数展開されている。
ライバル誌では『an・an』が62万部と圧倒的に強い中で、『FRaU』、『日経ウーマン』などと10万部前後で2番手争いをしている。

## データ
- 発売日: 毎月7日
- 価格: 580円～600円
- 発行部数: 56,000部